# Asocjacja MURCS
Asocjacja MURCS (ang. MURCS association, Mullerian duct aplasia, unilateral renal aplasia, and cervicothoracic somite dysplasia) – rzadkie skojarzenie wad wrodzonych u dzieci. MURCS jest akronimem utworzonym od pierwszych liter angielskich nazw głównych wad spotykanych w tej asocjacji. Rozwinięcie akronimu wygląda następująco:
- M – aplazja przewodów Müllera (Müllerian duct aplasia)
- UR – jednostronna agenezja nerki (Unilateral Renal agenesis)
- CS – anomalie (dysplazja lub aplazja) somitów szyjno-piersiowych (Cervicothoracic Somite anomalies).

Asocjację opisał Duncan i wsp. w 1979 roku. Kolejne opisy potwierdziły istnienie tego wzorca wielowadzia. Wcześniej podobne przypadki opisywano jako zespół Mayera-Rokitansky’ego-Küstera-Hausera. W jednej pracy stwierdzono, że 4 z 25 pacjentów z MURCS miało cechy zespołu MRKH, co sugeruje związek między tymi dwiema jednostkami chorobowymi.